# Nelson Melgar
Nelson Armando Melgar (Ciudad de Guatemala; 22 de julio de 1945) es un exfutbolista guatemalteco que se desempeñaba como delantero.

## Trayectoria
Era apodado "el lobito" y se inició jugando en el Comunicaciones de su ciudad natal en el año de 1965. Estuvo hasta 1975, ya que pasó a la Universidad de San Carlos junto a su compatriota casi homónimo Armando Melgar en 1976 y se retiró al siguiente año.

## Selección nacional
Se llevó el trofeo del Campeonato de Naciones de la Concacaf de 1967 con la selección de Guatemala, el máximo torneo a nivel de selecciones de la región.
Después, estuvo en las eliminatorias para la Copa Mundial de 1970, donde en primera ronda, anotó el cuarto gol en la victoria de 4-0 ante Trinidad y Tobago. En total, jugó en 20 ocasiones logrando marcar 4 goles con su selección.

### Participaciones en Juegos Olímpicos
| Torneo                   | Sede   | Resultado        |
| ------------------------ | ------ | ---------------- |
| Juegos Olímpicos de 1968 | México | Cuartos de final |

## Palmarés

### Títulos nacionales
| Título        | Equipo         | País      | Año     |
| ------------- | -------------- | --------- | ------- |
| Liga Nacional | Comunicaciones | Guatemala | 1968-69 |
| Copa Nacional | Comunicaciones | Guatemala | 1970    |
| Liga Nacional | Comunicaciones | Guatemala | 1970-71 |
| Liga Nacional | Comunicaciones | Guatemala | 1971    |
| Liga Nacional | Comunicaciones | Guatemala | 1972    |
| Copa Nacional | Comunicaciones | Guatemala | 1972    |

### Títulos internacionales
| Título                                | Equipo (*)     | País      | Año  |
| ------------------------------------- | -------------- | --------- | ---- |
| Campeonato de Naciones de la Concacaf | Guatemala      | Honduras  | 1967 |
| Copa Fraternidad Centroamericana      | Comunicaciones | Guatemala | 1971 |

(*) Incluyendo la selección.